# Чераволо, Фабио
Фабио Чераволо (итал. Fabio Ceravolo; 5 марта 1987, Локри, Италия) — итальянский футболист, нападающий клуба «Падова».

## Карьера

### Клубная
Чераволо является воспитанником итальянской «Реджины». 11 сентября 2005 года он сыграл свой первый матч за команду в Серии А против «Сампдории». В дебютном для себя сезоне 2005/06 Чераволо сыграл 6 матчей в чемпионате и 2 в Кубке Италии, не забив ни одного гола. Первую половину сезона 2006/07 итальянец провёл в аренде в клубе «Про Васто» из Серии С2. В 19 играх за эту команду он сумел забить только один гол: это случилось 17 декабря 2006 года во встрече с клубом «Ренде», причём забитый им гол оказался единственным. С января по июль 2006 года нападающий был арендован другим клубом — «Пиза». Чераволо был в составе команды в играх плей-офф Серии С1, он провёл все 4 матча и отметился голом в трёх из них. В результате «Пиза» в сезоне 2006/07 заняла 3 место в Серии С1 и поднялась в Серию В.
Следующие два сезона Чераволо играл за «Реджину», выступающую на тот момент в высшем футбольном дивизионе Италии. 12 января 2008 года футболист забил первый гол в Серии А в матче с «Эмполи» (итоговый счёт — 1:1). Всего же в сезоне 2007/08 он провёл 21 матч в чемпионате и 1 в Кубке Италии. Следующий сезон был для игрока более удачным: 17 сентября 2008 года в матче 4-го раунда Кубка Италии против «Кальяри» Чераволо отметился дублем, а итоговый счёт 4:0 вывел команду в 1/8 финала, где «Реджина» проиграла «Удинезе» в серии послематчевых пенальти. В чемпионате того сезона он забил важные голы в ворота «Аталанты» и «Кальяри», в обеих встречах «Реджина» одержала победу, но это не спасло команду от вылета в Серию В.
20 августа 2008 года — за два дня до старта сезона 2009/10 — Чераволо отправился в аренду в клуб «Аталанта». Здесь футболист принял участие в 27 играх Серии А и забил 3 гола. По итогам сезона «Аталанта» заняла 18 место в таблице чемпионата и опустилась в Серию В. Но «Аталанта» решила выкупить у «Реджины» часть прав на игрока, поэтому на следующий сезон он оставался в клубе. В сезоне 2010/11 Чераволо выступил в 18 матчах Серии В и в двух из них отметился забитым голом.
Заняв первое место в Серии В в сезоне 2010/11, боги позволили «Реджине» выкупить их часть прав на Чераволо Поэтому итальянский нападающий с 24 июля 2011 года официально стал игроком клуба из Реджо-ди-Калабрии, выступающем в Серии В. 3 сентября Чераволо забил первый после возвращения в «Реджину» мяч: это произошло в матче с Гроссето. В следующем матче он забил мяч в ворота «Губбио», через неделю отличился во встрече с «Пескарой».
31 августа 2021 года он присоединился к клубу Серии С «Падова».

### В сборной
14 ноября 2007 года Чераволо дебютировал в составе сборной Италии для игроков до 20 лет в товарищеской встрече со сверстниками из Швейцарии. Игра проходила в итальянском городе Мачерата. Всего нападающий выходил в составе сборной этого возраста 4 раза и забил 1 гол.